# Korrektur
Korrektur, (av latinets 'corrigo', korrigera, rätta till, förbättra) rättning. I processen att ge ut en bok, eller att trycka en tidning korrekturläses verket noggrant för att undvika tryckfel. I de fall tryckfel ändå uppstår brukar man skylla på Tryckfelsnisse.

## Korrekturtecknen

### Fysiska papperskorrektur

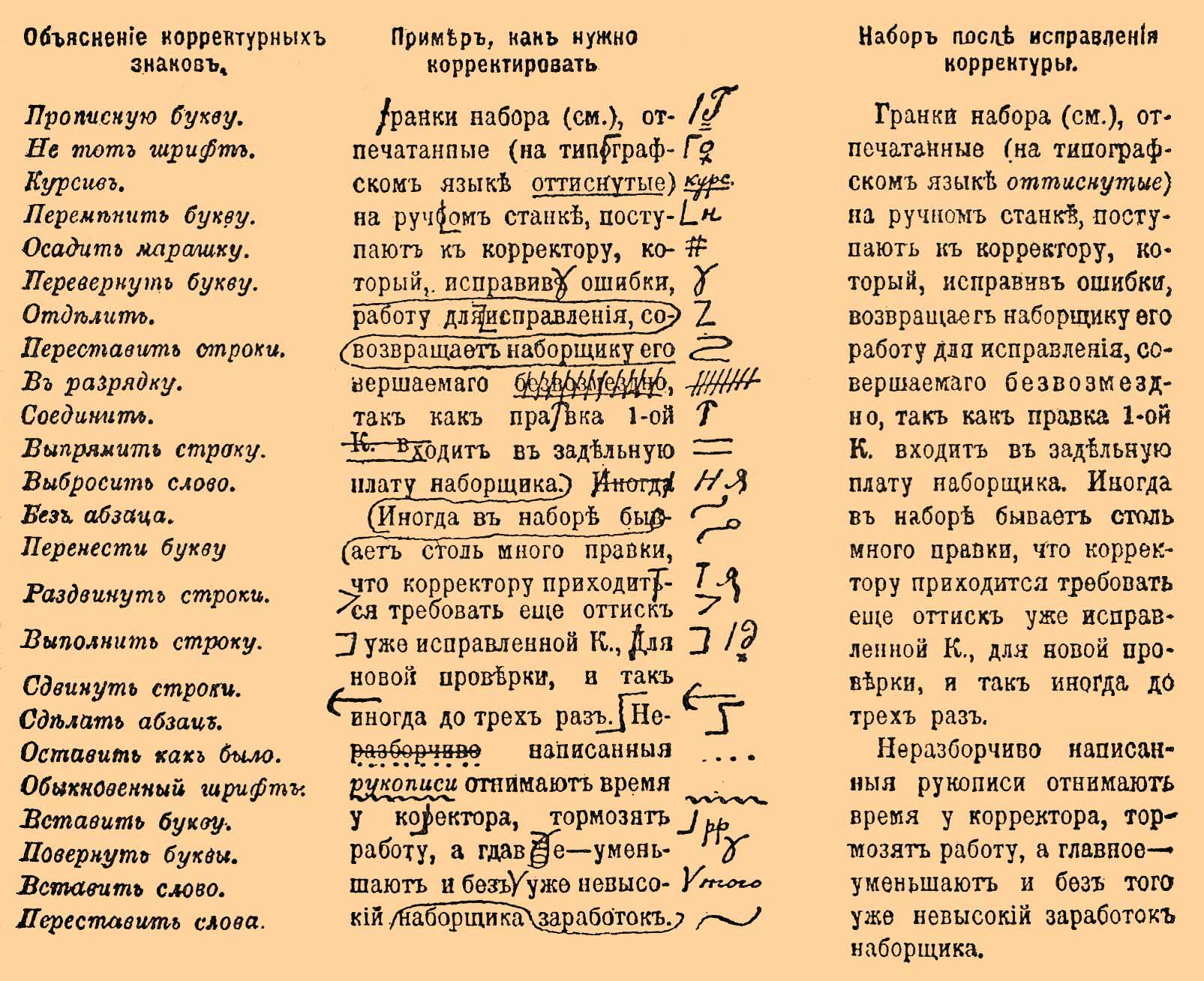
Exempel på hur ett korrektur på papper kan se ut.

För den som arbetar med korrekturläsning på papper finns ett antal specialtecken för att markera vilka fel man har hittat och vad man vill skall göras. Korrekturtecknen består av lokaliseringstecken och åtgärdstecken.
Ett lokaliseringstecken markerar i texten var någonstans något skall göras. Det enklaste lokaliseringstecknet är ett lodrätt streck, som dras över en bokstav. Tekniken är att man låter det som är rätt stå kvar och stryker den första felaktiga bokstaven. För att skilja olika lokaliseringstecken kan strecket förses med en ring uppe eller nere, en krok etc. Vill man markera flera bokstäver eller längre delar av raden gör man två lokaliseringstecken och förbinder de två med varandra med ett horisontellt streck.
Lokaliseringstecknet upprepas sedan i marginalen där man markerar till exempel vad den strukna bokstaven skall ersättas med eller med ett åtgärdstecken markerar till exempel en flyttning. Så gör man för att inte ändringarna skall behöva skrivas inne i den satta texten, vilket skulle försvåra rättningen.
Anvisningar kan också ges till den som skall rätta texten genom att man skriver kommentarer i marginalen och sedan ringar in kommentaren, vilket enligt praxis betyder att den inringade texten inte skall skrivas in utan bara är ett förtydligande.

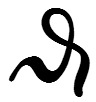
Deleatur

Förutom tecken där man önskar ersätta en bokstav eller del av texten med något nytt finns markeringar för att ändra ordens ordningsföljd, ändra radernas ordningsföljd, flytta text, öka och minska avstånd, göra nytt stycke, binda ihop två stycken etc. För att ta bort något skriver man en deleatur (lat., "må det förstöras"), vilket ser ut som ett gammaldags tyskt skrivstils-d.
Vill man återta en införd ändring gör man en återställningsmarkering genom att man streckar under lokaliseringsmarkeringen i texten (görs ofta med en "prick-rad") och också stryker markeringen i marginalen.
I äldre grafisk litteratur finns också speciella korrekturtecken för att markera sättningsfel som på grund av teknikutvecklingen knappast längre förekommer, som till exempel när blytyper vid handsättning sattes med trycksidan nedåt, så att blytypens "fot" snarare än bokstaven trycktes (s.k. spis), att en blytyp trycktes upp och ner, eller att bokstaven var skadad.

### Digitala korrektur
I samband med att textmaterial idag i princip enbart produceras digitalt förekommer också användning av digitala korrektur. I ordbehandlingsprogram såsom Word finns t.ex. funktioner för att markera ändringar gjorda i en text (används ofta i det redaktionella steget av textprocessen) och i pdf-läsare såsom Adobe Reader finns funktioner för att markera och kommentera textinnehållet (används ofta när texten är färdigtypograferad/layoutad).
Till fördelarna med digitala korrektur hör att inga utskrifter krävs, att man undviker otydlig handstil, att det inte finns några fysiska begränsningar kring hur mycket information som kan inkluderas liksom att den som ska korrigera texten utifrån korrekturet ofta har möjlighet att få en komplett lista över alla efterfrågade ändringar via programvaran och kan bocka av dem vart efter att de åtgärdas.
Till nackdelarna hör att det verkar saknas några allmänt vedertagna korrekturtecken för digitala korrektur på samma sätt som för korrektur på papper. Lösningen tycks oftare bli att den eftersökta ändringen förklaras i en specifik digital textkommentar.

## Användning
Korrekturet utgör en länk mellan författare (beställare) och formgivare/tryckeri och det är en viktig dokumentation av vad som har ändrats. Antalet författare med tillgång till datorer för ord- och textbehandling är mångdubbelt större än tidigare och mycket av rena textkorrigeringar sker redan i originaltexten innan formgivningen påbörjas. Många bokförlag (men framför allt tidningar) arbetar med ordbehandlare och läser och rättar direkt på skärmen.
Till skillnad mot tidigare, då beställaren levererade maskinskrivna pappersmanus som tryckeriet/sätteriet sedan skrev av vid t.ex. en sättningsmaskin eller matade in i en dator, så är texten redan digital och oftast redo att direkt föras in i layoutprogrammet. Detta gör att innehållet i texten är oförändrat och tryckeriet/formgivaren själva har ofta ingen anledning att själva korrekturläsa sättningen mot originalmanuset vilket skedde tidigare vid det s.k. noll-korrekturet, annat möjligen med avseende på den grafiska utformningen (t.ex. att text som ska sättas som rubrik inte formgivits som brödtext). Om dessutom beställaren konsekvent använder förutbestämda formatmallar i ordbehandlingsprogrammet (och därmed anger vad som är t.ex. brödtext och olika rubriknivåer) underlättas sättningen ytterligare.
Man skiljer i noggrann terminologi mellan avdrag och korrektur. Avdraget är en utskrift eller, med äldre teknik, ett avtryck som överlämnas för korrekturläsning. Avdraget blir ett korrektur när korrekturläsaren har försett det med korrekturtecken och lämnar tillbaka det till tryckeriet. I dag sker textkorrekturvändorna oftare mellan specifikt formgivare och kund/författare, eftersom tryckerierna inte med samma självklarhet som tidigare ansvarar för själva textsättningen. Dock brukar tryckerierna se till att kunden tar ställning till ett slutkorrektur innan materialet går till tryck. Ofta sker detta digitalt inte minst tack vare pdf-formatets förmåga att bevara layout och textutseende oberoende på vilken dator korrekturet betraktas. 

## Saker som korrigeras vid korrekturläsning
- Dubbeltecken där det bara ska vara ett tecken
- Enkeltecken där det ska vara dubbeltecken
- Saknad bokstav, saknat skiljetecken eller saknat ord
- Gemen där det ska vara versal
- Två versaler i början av mening
- Stavfel
- Teckenfel
- Upprepade ord
- Dubbla mellanslag
- Enklare grammatiska fel
- Omvänd ordföljd
- Inkonsekvent skrivning av förkortningar med mera[3]

Även faktafel och interna fel (till exempel om en person heter Lars på sidan 4 och Anders på sidan 117) kan korrigeras av bra korrekturläsare.
Vid granskning av (främst) faktaböcker tillkommer till exempel
- faktagranskning (sakgranskning)
- terminologisk granskning
- konsekvens i benämningar (liknande fallet Lars ovan), dvs att samma sak får samma beteckning boken igenom.

Granskning av faktatext kräver ofta speciella faktakunskaper och får normalt kombineras med korrekturläsning enligt den första uppställningen. En korrekturläsning görs bäst i flera steg. Man kontrollerar då en sak åt gången, till exempel stavning, meningsbyggnad, figurnumrering, sidbrytning etc.
Ett bokprojekt genomgår under arbetets gång flera korrekturläsningar. Förlagets interna kontroll då man själv kontrollerar mot manus kallas för "0-korrektur", sedan kommer 1:a korrektur, 2:a korrektur etc. Granskas texten utan bilder talar man om "spaltkorrektur", är bilder och illustrationer med kallas det "ombrutet korrektur" (kan även förekomma när en textbok är "ombruten", dvs sidornas början och slutrader är bestämda).

## Standarder rörande korrektur
I Sverige gällde från 1963 fram till dess att den upphävdes 2013 en nationell standard som angav hur textkorrektur på papper skulle genomföras: SIS 36201 Korrigering av text – Definitioner. Regler. Korrekturtecken. Standarden finns bl.a. återgiven i sin helhet i SOU 1971:1, bilaga 4 som kan läses gratis på nätet. Även om standarden upphört används principerna för att markera korrektur fortfarande.
Internationellt gäller sedan 2016 standarden ISO 5776:2016 Graphic technology – Symbols for text proof correction för korrektur av text med alfabetiska och logografiska skriftsystem (t.ex. kinesiska och japanska). Korrekturtecknen i standarden ISO 5776:2016 skiljer sig på flera punkter från den svenska traditionen (bl.a. användning av lokaliseringstecknet ⁁ för att markera att något ska införas och annan form på deleatur-tecknet) och är också utökat med fler tecken (t.ex. ⩓ för att markera att ett tecken som satts i exponentläge ska sättas i indexläge, exempelvis H2O ska sättas H2O).
Europeiska unionens publikationsbyrå (Publikationsbyrån) anger i "Interinstitutionella publikationshandboken" hur arbetet med EU:s officiella publikationer ska gå till och inkluderar där manusarbete och användning av specifika korrekturtecken. Korrekturtecknen skiljer sig endast i enstaka fall från svensk tradition.